# Sh2-249
Sh2-249 est une nébuleuse en émission visible dans la constellation des Gémeaux,,.
Elle est située dans la partie occidentale de la constellation, en direction de l'étoile brillante μ Geminorum, dont la lumière perturbe son observation. Elle semble immergée dans un riche champ stellaire. Sa déclinaison n'est pas particulièrement septentrionale, ce qui signifie qu'elle peut être facilement observée depuis les deux hémisphères, bien que les observateurs de l'hémisphère nord aient un léger avantage. La meilleure période pour l'observer dans le ciel du soir se situe entre novembre et mars.
Sh2-249 est une région HII étendue en forme de flamme située dans la direction de l'étoile μ Geminorum, bien que cette dernière soit une étoile au premier plan et n'apparaisse devant le nuage qu'en raison d'un effet de perspective. Le nuage serait situé sur le bras de Persée et pourrait être lié au complexe de nébuleuses moléculaires Gémeaux OB1, situé à une distance d'environ 1 500 à 2 000 parsecs. La source d'ionisation responsable de l'illumination du nuage proviendrait du vent stellaire de trois étoiles massives de classe spectrale B, cataloguées HD 43753, HD 43818 et HD 255091, auxquelles d'autres études ont ajouté l'étoile bleue de classe O HD 255055, membre de l'amas ouvert Cr 89. Selon la détermination des étoiles ionisantes, on obtient des distances différentes : dans l'étude où HD 255055 a été incluse, la valeur de la distance n'est plus que de 800 pc, alors que dans celles qui tendent à l'exclure, cette valeur passe à environ 1 250 pc ou 1 600 pc,. En particulier, ces dernières placent Sh2-249 dans l'association OB Gémeaux OB1, en association avec la région HII cataloguée comme BFS51, quelques nébuleuses par réflexion, parmi lesquelles se distingue vdB 75, et quelques nébuleuses obscures, cataloguées comme LDN 1564, LDN 1567 et LDN 1568. D'autres encore ajoutent à ces nébuleuses associées LBN 845 et IC 444.